# Ready to Die
Ready to Die är The Notorious B.I.G.:s debutalbum, utgivet 13 september 1994 på skivbolaget Bad Boy Records. Albumet spelades in mellan 1993 och 1994. Ready to Die blev det enda albumet som Notorious B.I.G. släppte under sin levnadstid, hans andra album Life After Death släpptes några dagar efter att han blivit skjuten till döds. Albumet blev en kommersiell framgång och sålde fyrdubbelt platina.
Albumet lyfte östkusthiphopen i USA, under en tid då västkusthiphopen hade dominerat. Tidningen Time nämnde 2006 albumet som ett av de 100 bästa genom tiderna. 

## Låtlista
| Nr  | Titel                     | Kompositör                                             | Producent(er)                                       | Längd |
| --- | ------------------------- | ------------------------------------------------------ | --------------------------------------------------- | ----- |
| 1.  | Intro                     | C. Wallace, S. Combs                                   | Sean "Puffy" Combs                                  | 3:24  |
| 2.  | Things Done Changed       | C. Wallace, D. Owens, K. Scott                         | Darnell Scott                                       | 3:58  |
| 3.  | Gimme the Loot            | C. Wallace, O. Harvey                                  | Easy Mo Bee                                         | 5:04  |
| 4.  | Machine Gun Funk          | C. Wallace, O. Harvey                                  | Easy Mo Bee                                         | 4:17  |
| 5.  | Warning                   | C. Wallace, O. Harvey                                  | Easy Mo Bee                                         | 3:40  |
| 6.  | Ready to Die              | C. Wallace, O. Harvey                                  | Easy Mo Bee                                         | 4:24  |
| 7.  | One More Chance           | C. Wallace, N. Glover, R. Ellis, C. Thompson, S. Combs | Bluez Brothers, Chucky Thompson, Sean "Puffy" Combs | 4:43  |
| 8.  | Fuck Me (interlude)       | C. Wallace, S. Combs                                   | Sean "Puffy" Combs                                  | 1:31  |
| 9.  | The What (med Method Man) | C. Wallace, C. Smith, O. Harvey                        | Easy Mo Bee                                         | 3:57  |
| 10. | Juicy                     | C. Wallace, P. Philips, S. Combs, J. Oliver            | Poke, Sean "Puffy" Combs                            | 5:02  |
| 11. | Everyday Struggle         | C. Wallace, N. Glover, R. Ellis                        | Bluez Brothers                                      | 5:19  |
| 12. | Me & My Bitch             | C. Wallace, N. Glover, R. Ellis, C. Thompson, S. Combs | Bluez Brothers, Chucky Thompson, Sean "Puffy" Combs | 4:00  |
| 13. | Big Poppa                 | C. Wallace, The Isley Brothers                         | Chucky Thompson, Sean "Puffy" Combs                 | 4:13  |
| 14. | Respect                   | C. Wallace, D. King, H. Casey                          | Poke, Sean "Puffy" Combs                            | 5:21  |
| 15. | Friend of Mine            | C. Wallace, O. Harvey                                  | Easy Mo Bee                                         | 3:28  |
| 16. | Unbelievable              | C. Wallace, C. Martin                                  | DJ Premier                                          | 3:43  |
| 17. | Suicidal Thoughts         | C. Wallace, R. Hall                                    | Lord Finesse                                        | 2:50  |

| 18. | Who Shot Ya?          | C. Wallace, N. Myrick, S. Combs, | Nashiem Myrick, Sean "Puffy" Combs | 5:19 |
| 19. | Just Playing (Dreams) | C. Wallace, R. Smith             | Rashad Smith                       | 2:43 |

### Samplingar
| Intro - "Superfly" av Curtis Mayfield - "Rapper's Delight" av Sugarhill Gang - "Top Billin'" av Audio Two - "Tha Shiznit" av Snoop Dogg - "P.S.K. What Does It Mean?" av Schoolly D Things Done Changed - "Summer Breeze" av The Main Ingredient - "California My Way" av The Main Ingredient - "Lil Ghetto Boy" av Dr. Dre - "The Vapors" av Biz Markie Gimme the Loot - "Coldblooded" av James Brown - "Throw Ya Gunz" av Onyx - "What They Hittin' Foe?" av Ice Cube - "Just to Get a Rep" av Gang Starr - "Scenario" (Remix) av A Tribe Called Quest Machine Gun Funk - "Something Extra" av Black Heat - "Up For the Down Stroke" av Fred Wesley - "Chief Rocka" av Lords of the Underground Warning - "Walk On By" av Isaac Hayes Ready to Die - "Hospital Prelude of Love Theme" av Willie Hutch - "Singing in the Morning" av The Ohio Players - "Yes, I'm Ready" av Barbara Mason - "Impeach the President" av The Honey Drippers - "Ain't No Half Steppin'" av Big Daddy Kane - "Two to the Head" av Kool G Rap & DJ Polo One More Chance - "I Want You Back" av The Jackson 5 - "Hydra" av Grover Washington Jr. - "All This Love" av DeBarge - "Stay with Me" av DeBarge | Fuck Me - "Feenin'" av Jodeci The What - "Can't Say Enough About Mom" av Leroy Hutson - "Overnight Sensation" av Avalanche Juicy - "Juicy Fruit" av Mtume - "Rappin' Duke" av Shawn Brown Everyday Struggle - "Either Way" av Dave Grusin Big Poppa - "Between the Sheets" av The Isley Brothers Respect - "I Get Lifted" av George McCrae - "Gun Man Tune" av Pan Head Friend of Mine - "Spirit of the Boogie" av Kool & The Gang - "Vicious" av Black Mamba - "The Jam" av Graham Central Station - "Seventh Heaven" av Gwen Guthrie Unbelievable - "Impeach the President" av The Honey Drippers - "Your Body's Callin'" av R. Kelly - "Remind Me" av Patrice Rushen - "The What" av The Notorious B.I.G Suicidal Thoughts - "Lonely Fire" av Miles Davis - "Outside Love" av Brethren Who Shot Ya? - "I'm Afraid the Masquerade Is Over" av David Porter Just Playing (Dreams) - "Blues and Pants" av James Brown |